# Iwan Łewynski
Iwan Łewynski herbu Sas, wzgl. Jan Lewiński (ukr. Іван Іванович Левинський, Iwan Iwanowycz Łewynśkyj; ur. 6 lipca 1851 w Dolinie, zm. 4 lipca 1919 we Lwowie) – ukraiński architekt, inżynier budowlany i projektant związany ze Lwowem. Twórca „huculskiej secesji”.

## Życiorys

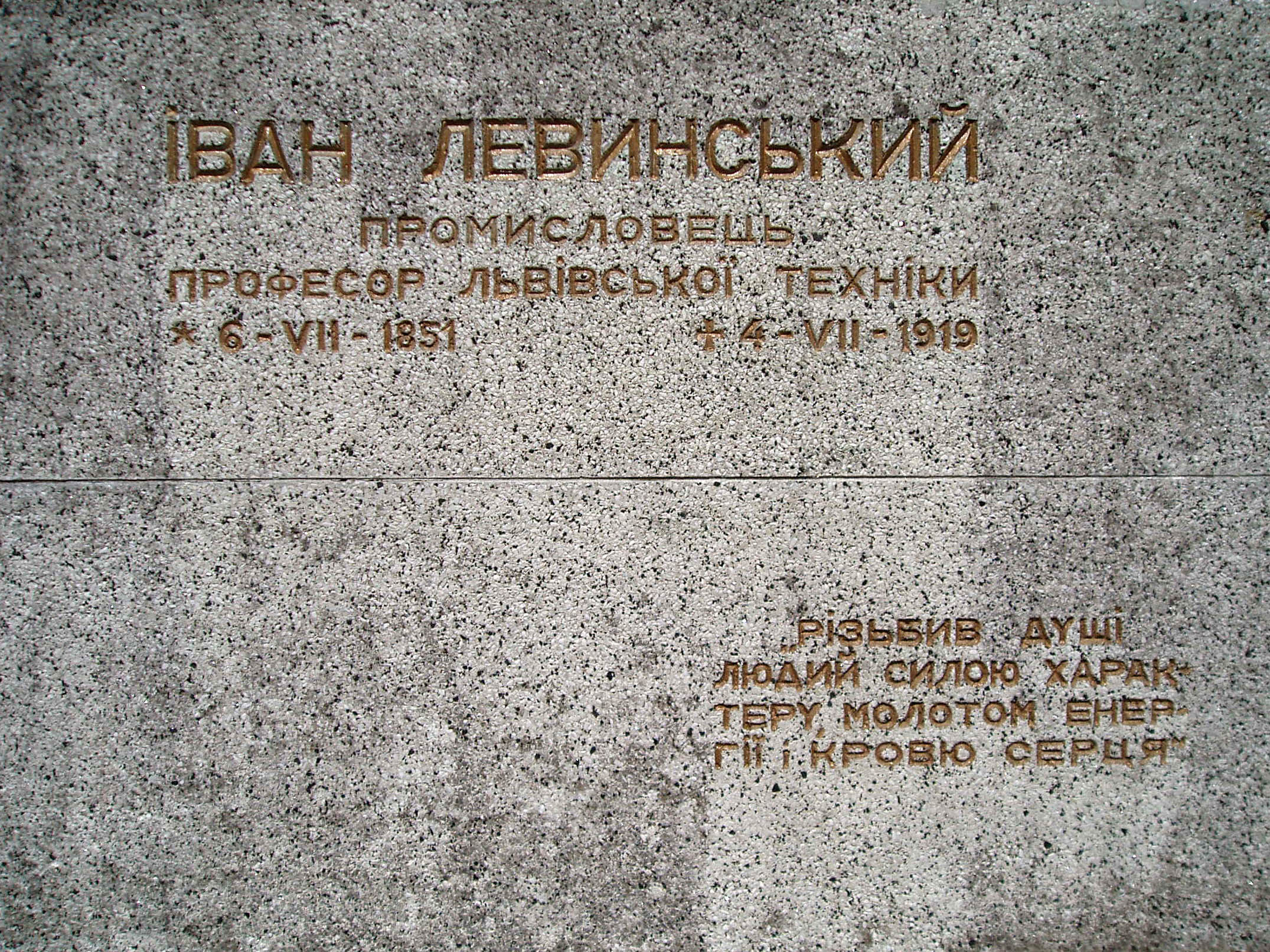
Napis na nagrobku Iwana Łewynskiego na Cmentarzu Łyczakowskim

Urodził się w rodzinie dyrektora miejscowej szkoły Iwana Lewińskiego herbu Sas, który zmarł gdy Jan miał osiem lat. 
Postawiona w ciężkiej sytuacji materialnej matka przeniosła się z dziećmi do Stryja, gdzie Jan ukończył cztery klasy szkoły powszechnej. Miał talent wokalny, aby móc zarobić na swoje utrzymanie zgłosił się do cerkwi, gdzie pomagał diakowi śpiewać. Dzięki pomocy finansowej starszego brata wyjechał do Lwowa, gdzie rozpoczął naukę w szkole realnej, tam poznał postawy nauk technicznych i stosowanych. W 1868 rozpoczął studia na Wydziale Budowlanym Akademii Technicznej, dyplom ukończenia otrzymał w 1875. W 1880 był współorganizatorem warsztatów projektowania architektonicznego, prowadził je z Aleksandrem Łuszpińskim, Lwem Lewińskim i Tadeuszem Obmińskim. Od 1903 był profesorem architektury w Lwowskiej Szkole Inżynierskiej, a od 1909 w Szkole Politechnicznej, ponadto zasiadał w radzie lwowskiego Muzeum Narodowego. W 1914 Jan Lewiński wyjechał na zaproszenie rosyjskich władz gubernialnych do Kijowa, gdzie zaprojektował i nadzorował budowę drewnianej cerkwi w stylu huculskim. Powrócił do Lwowa cztery lata później i założył szkołę techniczno-agronomiczną „Praca”.
W 1900 sprzedał Marii Dankowej za 26 650 złotych reńskich realność Kurkowa 37 i 39 we Lwowie.
Zmarł w lipcu 1919 we Lwowie.

## Działalność

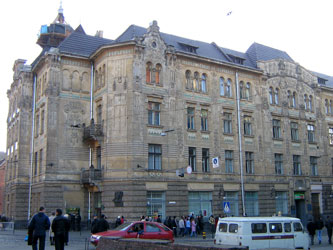
Gmach Ukraińskiego Towarzystwa Kredytowego „Dniestr”

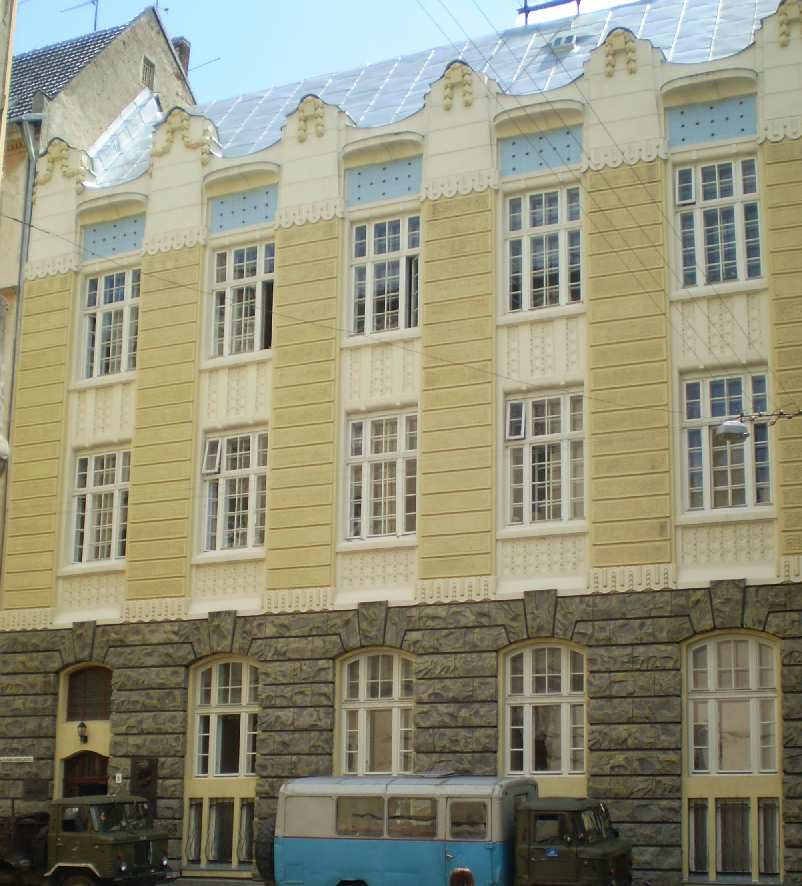
Gmach Lwowskiej Narodowej Akademii Muzycznej im. M. Łysenki

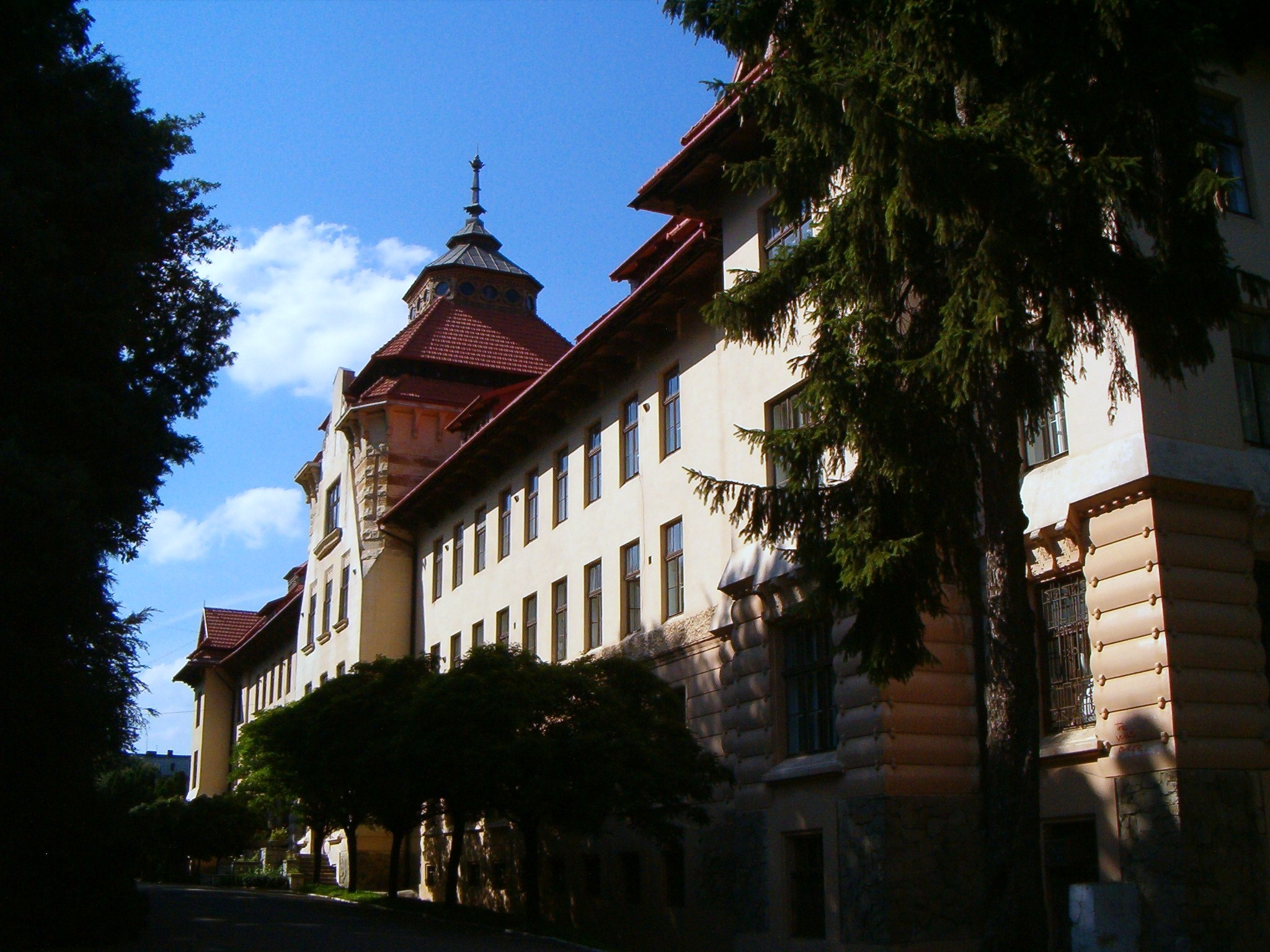
Gmach rektoratu Narodowego Ukraińskiego Uniwersytetu Leśnego

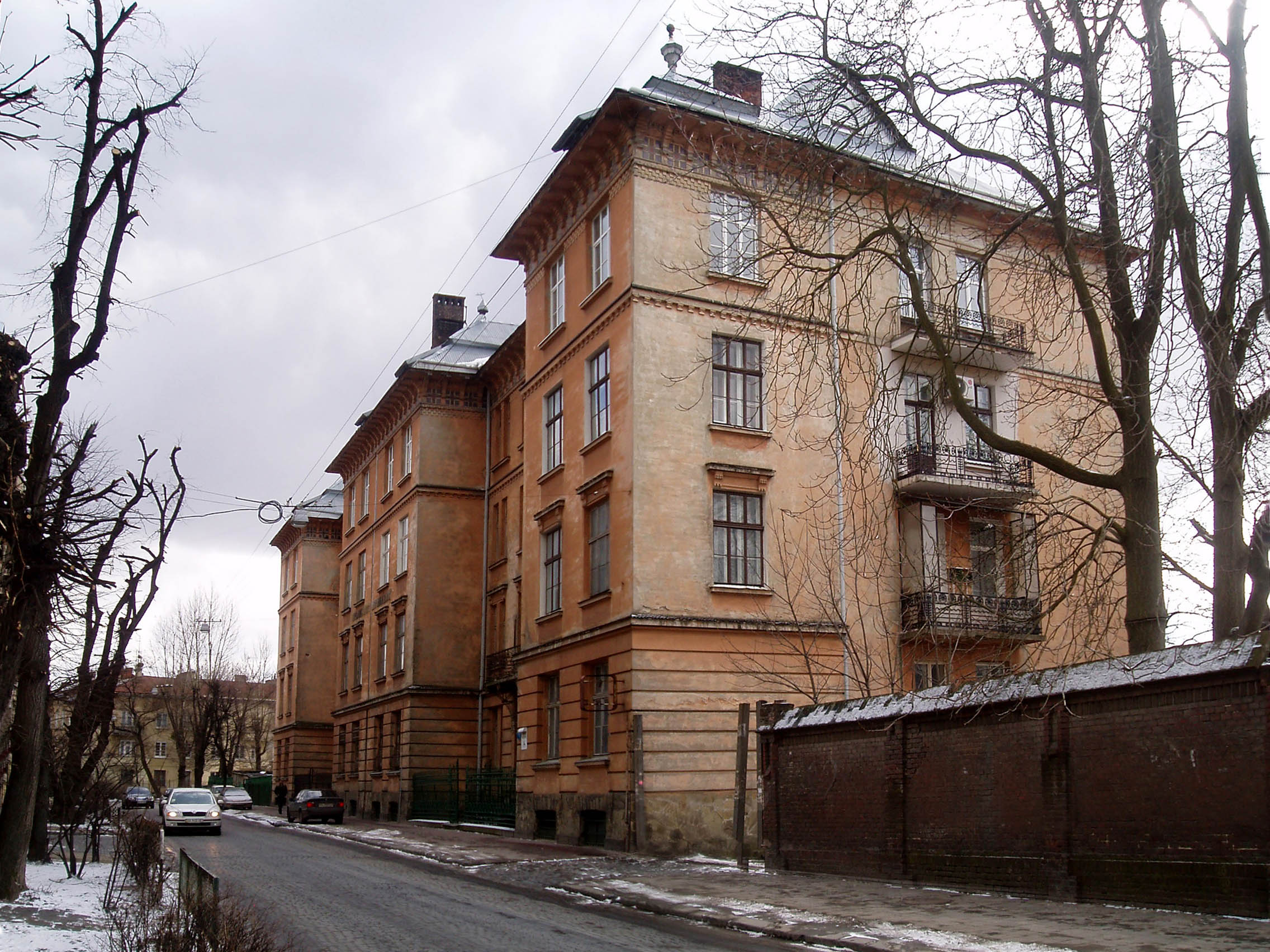
Bursa Narodnego Domu

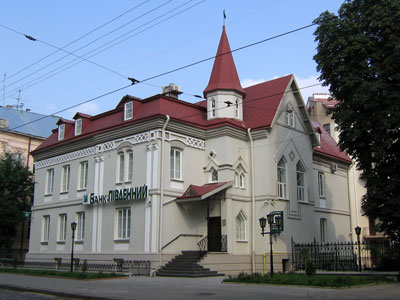
Willa miejska, obecnie siedziba filii banku „Piwdennyj”

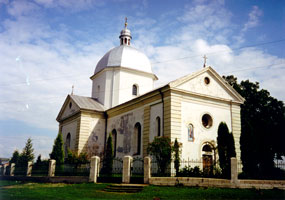
Cerkiew Archistratega Michała w Podbrzeźcach

Jest uznawany za czołowego twórcę ukraińskiego modernizmu w architekturze, w swoich projektach uwzględniał motywy i tradycje budownictwa ludowego stosowanego na Huculszczyźnie i u Bojków. Większość zaprojektowanych przez niego obiektów znajduje się we Lwowie. W 1885 Julian Zachariewicz zakupił niezabudowane grunty tzw. Kastelówki przy ulicy Andrzeja Potockiego (dzisiejsza ulica Tarasa Czuprynki) położone w północno-zachodniej części Lwowa i umieścił tam skład budowlany praskiej fabryki materiałów budowlanych „Warta i Tichy”. Z czasem Zachariewicz sprzedał skład Janowi Lewińskiemu, który rozpoczął tworzenie wzorców materiałów budowlanych według własnych projektów, które uwzględniały ukraińską sztukę ludową. W ten sposób powstała mieszcząca się przy ówczesnej ulicy Andrzeja Potockiego 58 fabryka ceramiki „Jan Lewiński”, początkowo był to niewielki budynek z piecem do wypalania płytek, gdzie pracowało pięć osób. W 1894 pracował młyn do wyrabiania gliny, silnik parowy i piec, liczba pracowników wzrosła do dwudziestu pięciu. Glinę sprowadzano z Czech (najwyższej jakości) oraz z Glińska i Olejowa. Asortyment produkowanych wyrobów obejmował płytki ceramiczne, wazony, dachówki, cegłę i figury ceramiczne. Po 1910 złoża w okolicach Lwowa i w Olejowie zaczęły się wyczerpywać i Jan Lewiński planował przenieść produkcję do Glińska. W tym czasie był to jeden z największych zakładów tego typu w całej Galicji, pracowało pięć wydziałów produkcyjnych – kaflarski, płytek ściennych i podłogowych, naczyń i wazonów, ceramiki szlachetnej i rzeźby. Podczas międzynarodowej wystawy w Odessie w 1911 wyroby ceramiczne firmy Lewińskiego otrzymały złoty medal Imperialnego Rosyjskiego Stowarzyszenia Technicznego. Rozwój firmy zahamował wybuch I wojny światowej, a następnie walki o Lwów i wojna polsko-bolszewicka. W 1918 polskie władze odmówiły zapłaty za dostawy towarów dokonywane w ramach austriackich zamówień publicznych, była to decyzja polityczna, ponieważ Jan Lewiński finansował Legion Ukraińskich Strzelców Siczowych oraz wspierał kampanie polityczne przywódców Zachodnioukraińskiej Republiki Ludowej. W 1919 wzrosło zadłużenie hipoteczne, a wierzyciele zaczęli wycofywać listy gwarancyjne. Jan Lewiński nie mogąc pogodzić się z taką sytuacją zapadł na zdrowiu i zmarł 4 lipca 1919 na zawał serca, spoczął na Cmentarzu Łyczakowskim. Zgodnie z jego ostatnią wolą firmą zarządzał Bronisław Bauer, który zmuszony był zlikwidować produkcję i sprzedać majątek fabryki, aby spłacić zobowiązania.

## Twórczość architektoniczna
Poza działalnością gospodarczą Jan Lewiński był inżynierem budowlanym i architektem wielu obiektów wybudowanych we Lwowie i na terenie obecnej Ukrainy. W swoich projektach uwzględniał stosowanie nowoczesnych rozwiązań technicznych i konstrukcyjnych, które łączył z formami huculskiej, Bojkowskiej i naddnieprzańskiej architektury ludowej. Firma Jana Lewińskiego jako pierwsza w Galicji zaczęła stosować konstrukcje żelbetowe przy budowie obiektów m.in. lwowski dworzec główny, Opera Lwowska oraz płyty gipsowe podczas budowy ścianek działowych.

### Realizacje we Lwowie
- Dom Wspólnoty Akademickiej (obecnie budynek Lwowskiej Akademii Sztuk Pięknych) przy ulicy Kubijowicza 38 (Żyżyńska);
- Gmach Ukraińskiego Towarzystwa Kredytowego „Dniestr” (obecnie szpital miejski nr 1) ulicy Ruskiej 20 (róg Podwale 7) (współautor Tadeusz Obmiński);
- Skład dekoracji i pracownia dekoratorska Teatru Wielkiego przy ulicy Kulisza 6a (Słoneczna) (współautor Zygmunt Gorgolewski);
- Gmach Lwowskiej Narodowej Akademii Muzycznej im. Mikołaja Łysenki przy ulicy Niżankowskiego 5 (Krzywa) (współautor Tadeusz Obmiński);
- Narodnyj Dim we Lwowie, budynek przy ulicy Łysenki 14 (Kurkowa);
- Budynek dworca Lwów Główny (współautor projektu konstrukcji);
- Budynek Izby Handlowej we Lwowie przy prospekcie Szewczenki 17 (Akademicka) - projekt konstrukcji;
- Sala Galicji na Wystawie Światowej w Paryżu;
- Hotel George - realizacja projektu wiedeńskiej spółki Hermann Helmer & Ferdinand Fellner, w 1906 Jan Lewiński nadbudował budynek o dwa piętra;
- Opera Lwowska - realizacja projektu Zygmunta Gorgolewskiego;
- Kamienica hr. Zofii Lasockiej przy ul. Teatralnej 6 (współautorzy Tadeusz Nowakowski i Adolf Piller, realizacja konstrukcji Zygmunt Piotrowicz);
- Modernistyczna kamienica, w której mieszkał Stefan Banach przy ulicy Hruszewśkego 10 (św. Mikołaja) (płaskorzeźby Zygmunt Kurczyński);
- Kamienica Kaliksta Ponińskiego przy ulicy Strzelców Siczowych 19 (3 maja);
- Przebudowa klasztoru ss. Sacré-Cœur przy soborze św. Jura przy placu św. Jura;
- Rozbudowa zakład św. Józefa dla nieuleczalnie chorych ulicy Łysenki 47/49 (Kurkowa) - realizacja;
- Adaptacja na potrzeby klasztoru Karmelitanek Bosych obiektów przy ulicy Łysenki 70 (Kurkowa) (pierwotnie Franz Statz);
- Zabudowa ulicy Bohomolca 1-15, 4-12 (Adama Asnyka) (współautorzy Tadeusz Obmiński, Julian Cybulski);
- Przebudowa pałacu Siemieńskich-Lewickich przy ulicy Piekarskiej 19;
- Secesyjne kamienice przy ulicy Nalewajki 9 i 11 (Rzeźnicka) (współautor Tadeusz Obmiński);
- Kamienica Adama Didura przy ulicy Meteorologicznej 1/3 (Strzała, później Fleszara);
- Willa Kazimiery Skwarczyńskiej, obecnie siedziba filii banku „Piwdennyj” (Акціонерний банк „Південний”) przy ulicy Generała Czuprynki 11 - realizacja projektu Juliana Zachariewicza;
- Kamienica Juliana Skwarczyńskiego przy ulicy Generała Czuprynki 11a (Potockiego);
- Willa Placyda Dziwińskiego przy ulicy Generała Czuprynki 21 (Potockiego) (współautorzy Julian Zachariewicz, Michał Kowalczuk) - obecnie siedziba Towarzystwa Naukowego im. Szewczenki;
- Kamienica przy ulicy Generała Czuprynki 60 (Potockiego);
- Gmach gimnazjum i bursy Ukraińskiego Towarzystwa Pedagogicznego przy ulicy Generała Czuprynki 103 (Andrzeja Potockiego) (współautor Tadeusz Obmiński) – w latach 1913–1940 klasztor ss. Bazylianek, a od 1940 siedziba Uniwersytetu Leśnego (obecnie korpus główny Narodowego Uniwersytetu Leśnictwa Ukrainy);
- Realizacja kamienic projektu Władysława Derdackiego przy ulicy Stepana Bandery 4 i 6 (współautorzy Jan Lewiński i Witold Minkiewicz;
- Kamienica przy ulicy Kotlarewskiego 25 (Nabielaka) - jej elewacja jest obłożona ceramiką, była pokazem możliwości produkcyjnych firmy Jana Lewińskiego;
- Willa z wieżą w stylu historyzmu przy ulicy Konowalca 71 (29 Listopada)(inne języki);

## Pozostałe
- Kościół greckokatolicki w Kijowie;
- Cerkiew Archistratega Michała w Podbereźcach (dekoracja wnętrz Modest Sosenko);
- Kościół św. Mikołaja w Wysocku Wyżnym;